# Eduardo Restrepo Sáenz
Eduardo Restrepo Sáenz (Bogotá, 5 de agosto de 1886 - 17 de octubre de 1955) fue un abogado, diplomático, funcionario e historiador colombiano, miembro del Partido Conservador Colombiano.
Se desempeñó como Embajador de Colombia en Perú, así como Ministro de Relaciones Exteriores, Ministro de Instrucción Pública y Gobernador de Cundinamarca. También fue miembro fundador y presidente de la Academia Colombiana de Historia.

## Biografía
Eduardo Restrepo Saénz nació en Bogotá, fue hijo de José Ruperto Restrepo Montoya y María Teresa Justa Germana Ramona Sáenz Montoya. Sus abuelos paternos fueron José Manuel Restrepo y Mariana Montoya y Zapata, sus abuelos maternos fueron José María Montoya Duque y María Josefa Zapata Ossa. Se casó con Elvira del Corral Castellanos el 18 de septiembre de 1899 y juntos tuvieron cinco hijos: Elvira, Ana, Leonor, Eduardo y María.
Fue Ministro de Instrucción Pública en el gobierno de Marco Fidel Suárez. 
En 1940, el presidente Eduardo Santos Montejo nombró como Embajador Extraordinario y Plenipotenciario de Colombia en Perú en reemplazo de Roberto Urdaneta Arbeláez. El 4 de abril de 1940, Restrepo presentó oficialmente sus cartas de crédito al presidente Manuel Prado y Ugarteche, pero presentó su renuncia más tarde ese año siendo reemplazado por Francisco José Chaux Ferrer el 17 de enero de 1941.